# 県域放送
県域放送（けんいきほうそう）は、基幹放送の種別の一つである。

## 概説
文言としては、総務省令放送法施行規則第60条に基づく別表第5号の表の第8項放送対象地域による基幹放送の区分（3）にある。定義は、同表の（注）11に「一の都道府県の区域又は二の県の各区域を併せた区域における需要にこたえるための放送」とある（北海道・東京都・京都府・大阪府の各域それぞれのみを放送対象地域としている場合でも県域放送と呼ぶ）。
地上基幹放送の内、中波放送（AM放送）、超短波放送（FM放送）及びテレビジョン放送（TV放送）で規定されている。

## 県域放送が生まれた理由
「政府専掌」の下、事実上の“国営放送”だった「社団法人日本放送協会」（NHK）が放送を独占し続けた結果は悲惨なものであり、太平洋戦争直後の1945年（昭和20年）9月、「平和国家日本を建設するために、民衆による民衆のための民放ラジオを役立てよう」という「フリー・ラジオ」宣言がされ、まず東京、大阪そして名古屋に始まったこの動きはまたたく間に日本全国に広まっていった。全体主義の撲滅こそが日本の民主化に不可欠、その最先鋒を担った「国家広報機関」としての放送は解体されなければならず、すでにこの時点で米国に倣ったローカル放送体系、つまり都道府県単位の放送の考え方が生まれていた。連合国最高司令官総司令部（GHQ）の日本の放送政策方針が揺れ動いたため実現への道のりは平坦なものではなかったが1947年（昭和22年）10月16日、GHQは「日本の放送に対する連合軍司令官からの最終的示唆」を通達、すなわち日本の放送はNHKと各民放の自由競争によるものとすることが通達され、1950年（昭和25年）の電波三法成立にそのまま反映された。そして1954年（昭和29年）12月までに民間中波放送38局が独立ローカル、すなわち県域放送局として開局した。

## 県域放送の是非
県域放送の根本的精神は現在でも変わらないが、当初から現実的問題について是非がある。
まずは、全国一斉に伝えなければならないニュースである。これに対応するためテレビ・ラジオともにネットワーク体制が構築された。しかし放送事業者によって通常でも放送時刻、時間、報道内容などに違いが生じ、さらに地震や災害などの臨時ニュースの場合にはなおさらである（FM局では報道部門がない社がほとんどで、必然的にニュース情報は系列の地方紙や共同通信・時事通信の配信に頼らざるを得なくなる）。
次に「資金」である。放送対象地域が狭く、かつマスメディア集中排除原則によって資本構成が規制されているため資本が過小であり経営基盤が脆弱である。地域によっては資本が集まらないために系列局そのものが開局できないか、仮に系列局ができたとしても中継局を開局できないため結果として情報格差が発生している。さらに放送対象地域が狭いため広告収入も限られ、キー局からの「ネット料」と呼ばれる補助金で赤字を補填している局が多い。
また番組編成権、つまり何を放送するのかは放送局の最も重要な権利、すなわち自主権であるがそれは逆に必ずしも全ての視聴者の需要に沿うものにはならないことを意味する。各地域で民放数に違いがあることにも問題がある。そのため、例えばサッカーワールドカップ予選やプロ野球日本シリーズなどのスポーツビッグイベントなどを視聴できない地域があるという問題などもある。また、民放テレビ局が5局揃っている地域でも在京局の番組がすべて放送されるわけではない。

## 事業者一覧
総務省告示基幹放送普及計画第3基幹放送の区分ごとの放送対象地域及び放送対象地域ごとの放送系の数（衛星基幹放送及び移動受信用地上基幹放送に係る放送対象地域にあっては、放送系により放送をすることのできる放送番組の数）の目標第2号国内放送に関する基幹放送の区分ごとの放送対象地域及び放送対象地域ごとの放送系の数の目標に基づき、県域放送を実施する地上基幹放送事業者について示す。

### 日本放送協会
ラジオ第1放送（AM放送）、FM放送（FM放送）及び総合テレビジョン放送（TV放送）で実施される。太字は、各地方の拠点となる放送局。

#### 北海道ブロック
| 放送対象地域 | 親局 | AM | FM | TV |
| ------------ | ---- | -- | -- | -- |
| 札幌         | 札幌 | ○  | ○  | ○  |
| 室蘭         | 室蘭 | ○  | ○  | ○  |
| 函館         | 函館 | ○  | ○  | ○  |
| 旭川         | 旭川 | ○  | ○  | ○  |
| 釧路         | 釧路 | ○  | ○  | ○  |
| 帯広         | 帯広 | ○  | ○  | ○  |
| 北見         | 北見 | ○  | ○  | ○  |

#### 東北ブロック
| 放送対象地域 | 親局 | AM | FM | TV |
| ------------ | ---- | -- | -- | -- |
| 青森県       | 青森 | ○  | ○  | ○  |
| 岩手県       | 盛岡 | ○  | ○  | ○  |
| 宮城県       | 仙台 | ○  | ○  | ○  |
| 秋田県       | 秋田 | ○  | ○  | ○  |
| 山形県       | 山形 | ○  | ○  | ○  |
| 福島県       | 福島 | ○  | ○  | ○  |

#### 関東甲信越ブロック
| 放送対象地域 | 親局        | AM | FM | TV |
| ------------ | ----------- | -- | -- | -- |
| 茨城県       | 水戸        | ×  | ○  | ○  |
| 栃木県       | 宇都宮      | ×  | ○  | ○  |
| 群馬県       | 前橋        | ×  | ○  | ○  |
| 埼玉県       | さいたま    | ×  | ○  | ×  |
| 千葉県       | 千葉        | ×  | ○  | ×  |
| 東京都       | NHK首都圏局 | ×  | ○  | ×  |
| 神奈川県     | 横浜        | ×  | ○  | ×  |
| 新潟県       | 新潟        | ○  | ○  | ○  |
| 長野県       | 長野        | ○  | ○  | ○  |
| 山梨県       | 甲府        | ○  | ○  | ○  |

#### 東海北陸ブロック
| 放送対象地域 | 親局   | AM | FM | TV |
| ------------ | ------ | -- | -- | -- |
| 富山県       | 富山   | ○  | ○  | ○  |
| 石川県       | 金沢   | ○  | ○  | ○  |
| 福井県       | 福井   | ○  | ○  | ○  |
| 静岡県       | 静岡   | ○  | ○  | ○  |
| 岐阜県       | 岐阜   | ×  | ○  | ○  |
| 愛知県       | 名古屋 | ×  | ○  | ○  |
| 三重県       | 津     | ×  | ○  | ○  |

#### 関西ブロック
| 放送対象地域 | 放送局 | AM | FM | TV |
| ------------ | ------ | -- | -- | -- |
| 滋賀県       | 大津   | ×  | ○  | ○  |
| 京都府       | 京都   | ×  | ○  | ○  |
| 大阪府       | 大阪   | ×  | ○  | ○  |
| 兵庫県       | 神戸   | ×  | ○  | ○  |
| 奈良県       | 奈良   | ×  | ○  | ○  |
| 和歌山県     | 和歌山 | ×  | ○  | ○  |

#### 中国ブロック
| 放送対象地域 | 放送局 | AM | FM | TV |
| ------------ | ------ | -- | -- | -- |
| 鳥取県       | 鳥取   | ○  | ○  | ○  |
| 島根県       | 松江   | ○  | ○  | ○  |
| 岡山県       | 岡山   | ○  | ○  | ○  |
| 広島県       | 広島   | ○  | ○  | ○  |
| 山口県       | 山口   | ○  | ○  | ○  |

#### 四国ブロック
| 放送対象地域 | 放送局 | AM | FM | TV |
| ------------ | ------ | -- | -- | -- |
| 徳島県       | 徳島   | ○  | ○  | ○  |
| 香川県       | 高松   | ○  | ○  | ○  |
| 愛媛県       | 松山   | ○  | ○  | ○  |
| 高知県       | 高知   | ○  | ○  | ○  |

#### 九州沖縄ブロック
| 放送対象地域 | 放送局 | AM | FM | TV |
| ------------ | ------ | -- | -- | -- |
| 福岡県       | 福岡   | ○  | ○  | ○  |
| 佐賀県       | 佐賀   | ○  | ○  | ○  |
| 長崎県       | 長崎   | ○  | ○  | ○  |
| 熊本県       | 熊本   | ○  | ○  | ○  |
| 大分県       | 大分   | ○  | ○  | ○  |
| 宮崎県       | 宮崎   | ○  | ○  | ○  |
| 鹿児島県     | 鹿児島 | ○  | ○  | ○  |
| 沖縄県       | 沖縄   | ○  | ○  | ○  |

### 民間基幹放送事業者
民間基幹放送事業者とは、NHKおよび放送大学以外の基幹放送事業者のことである。

#### ラジオ放送
同一都道府県内において同一周波数帯を利用した放送局は2局までであり3局以上の例は現存しない。
| 放送対象地域 | AM                       | AM                 | FM             | FM            |
| 放送対象地域 | 1                        | 2                  | 1              | 2             |
| ------------ | ------------------------ | ------------------ | -------------- | ------------- |
| 北海道       | 北海道放送               | STVラジオ          | エフエム北海道 | FM NORTH WAVE |
| 青森県       | 青森放送                 |                    | エフエム青森   |               |
| 岩手県       | アイビーシー岩手放送     | エフエム岩手       |                |               |
| 宮城県       | 東北放送                 | エフエム仙台       |                |               |
| 秋田県       | 秋田放送                 | エフエム秋田       |                |               |
| 山形県       | 山形放送                 | エフエム山形       |                |               |
| 福島県       | ラジオ福島               | エフエム福島       |                |               |
| 茨城県       | LuckyFM茨城放送          |                    |                |               |
| 栃木県       | 栃木放送                 | エフエム栃木       |                |               |
| 群馬県       |                          | エフエム群馬       |                |               |
| 埼玉県       | エフエムナックファイブ   |                    |                |               |
| 千葉県       | ベイエフエム             |                    |                |               |
| 東京都       | エフエム東京             | J-WAVE             |                |               |
| 神奈川県     | アール・エフ・ラジオ日本 | 横浜エフエム放送   |                |               |
| 新潟県       | 新潟放送                 | エフエムラジオ新潟 |                |               |
| 富山県       | 北日本放送               | 富山エフエム放送   |                |               |
| 石川県       | 北陸放送                 | エフエム石川       |                |               |
| 福井県       | 福井放送                 | 福井エフエム放送   |                |               |
| 山梨県       | 山梨放送                 | エフエム富士       |                |               |
| 長野県       | 信越放送                 | 長野エフエム放送   |                |               |
| 岐阜県       | 岐阜放送                 | エフエム岐阜       |                |               |
| 静岡県       | 静岡放送                 | 静岡エフエム放送   |                |               |
| 愛知県       |                          | エフエム愛知       | ZIP-FM         |               |
| 三重県       | 三重エフエム放送         |                    |                |               |
| 滋賀県       | 京都放送                 | エフエム滋賀       |                |               |
| 京都府       | 京都放送                 | エフエム京都       |                |               |
| 大阪府       |                          | エフエム大阪       | FM802          |               |
| 兵庫県       | ラジオ関西               | 兵庫エフエム放送   |                |               |
| 奈良県       |                          |                    |                |               |
| 和歌山県     | 和歌山放送               |                    |                |               |
| 鳥取県       | 山陰放送                 | エフエム山陰       |                |               |
| 島根県       | 山陰放送                 | エフエム山陰       |                |               |
| 岡山県       | RSK山陽放送              | 岡山エフエム放送   |                |               |
| 広島県       | 中国放送                 | 広島エフエム放送   |                |               |
| 山口県       | 山口放送                 | エフエム山口       |                |               |
| 徳島県       | 四国放送                 | エフエム徳島       |                |               |
| 香川県       | 西日本放送               | エフエム香川       |                |               |
| 愛媛県       | 南海放送                 | エフエム愛媛       |                |               |
| 高知県       | 高知放送                 | エフエム高知       |                |               |
| 福岡県       | RKB毎日放送              | 九州朝日放送       | エフエム福岡   | CROSS FM      |
| 佐賀県       | 長崎放送                 |                    | エフエム佐賀   |               |
| 長崎県       | 長崎放送                 | エフエム長崎       |                |               |
| 熊本県       | 熊本放送                 | エフエム熊本       |                |               |
| 大分県       | 大分放送                 | エフエム大分       |                |               |
| 宮崎県       | 宮崎放送                 | エフエム宮崎       |                |               |
| 鹿児島県     | 南日本放送               | エフエム鹿児島     |                |               |
| 沖縄県       | 琉球放送                 | ラジオ沖縄         | エフエム沖縄   |               |

#### テレビジョン放送
配列にはデジタル放送におけるリモコンキーIDの順。
| 放送対象地域 | 1                              | 2                                           | 3                                           | 4                                           | 5                                           |                                             |
| ------------ | ------------------------------ | ------------------------------------------- | ------------------------------------------- | ------------------------------------------- | ------------------------------------------- | ------------------------------------------- |
| 北海道       | 北海道放送                     | 札幌テレビ放送                              | 北海道テレビ放送                            | テレビ北海道                                | 北海道文化放送                              |                                             |
| 青森県       | 青森放送                       | 青森朝日放送                                | 青森テレビ                                  |                                             |                                             |                                             |
| 岩手県       | テレビ岩手                     | 岩手朝日テレビ                              | IBC岩手放送                                 | 岩手めんこいテレビ                          |                                             |                                             |
| 宮城県       | 東北放送                       | 宮城テレビ放送                              | 東日本放送                                  | 仙台放送                                    |                                             |                                             |
| 秋田県       | 秋田放送                       | 秋田朝日放送                                | 秋田テレビ                                  |                                             |                                             |                                             |
| 山形県       | 山形放送                       | 山形テレビ                                  | テレビユー山形                              | さくらんぼテレビジョン                      |                                             |                                             |
| 福島県       | 福島中央テレビ                 | 福島放送                                    | テレビユー福島                              | 福島テレビ                                  |                                             |                                             |
| 茨城県       | （なし）                       | （関東広域圏内のため県域局は各都県1局のみ） | （関東広域圏内のため県域局は各都県1局のみ） | （関東広域圏内のため県域局は各都県1局のみ） | （関東広域圏内のため県域局は各都県1局のみ） |                                             |
| 栃木県       | とちぎテレビ                   | （関東広域圏内のため県域局は各都県1局のみ） | （関東広域圏内のため県域局は各都県1局のみ） | （関東広域圏内のため県域局は各都県1局のみ） | （関東広域圏内のため県域局は各都県1局のみ） |                                             |
| 群馬県       | 群馬テレビ                     | （関東広域圏内のため県域局は各都県1局のみ） | （関東広域圏内のため県域局は各都県1局のみ） | （関東広域圏内のため県域局は各都県1局のみ） | （関東広域圏内のため県域局は各都県1局のみ） |                                             |
| 埼玉県       | テレビ埼玉                     | （関東広域圏内のため県域局は各都県1局のみ） | （関東広域圏内のため県域局は各都県1局のみ） | （関東広域圏内のため県域局は各都県1局のみ） | （関東広域圏内のため県域局は各都県1局のみ） |                                             |
| 千葉県       | 千葉テレビ放送                 | （関東広域圏内のため県域局は各都県1局のみ） | （関東広域圏内のため県域局は各都県1局のみ） | （関東広域圏内のため県域局は各都県1局のみ） | （関東広域圏内のため県域局は各都県1局のみ） |                                             |
| 東京都       | 東京メトロポリタンテレビジョン | （関東広域圏内のため県域局は各都県1局のみ） | （関東広域圏内のため県域局は各都県1局のみ） | （関東広域圏内のため県域局は各都県1局のみ） | （関東広域圏内のため県域局は各都県1局のみ） |                                             |
| 神奈川県     | テレビ神奈川                   | （関東広域圏内のため県域局は各都県1局のみ） | （関東広域圏内のため県域局は各都県1局のみ） | （関東広域圏内のため県域局は各都県1局のみ） | （関東広域圏内のため県域局は各都県1局のみ） |                                             |
| 新潟県       | テレビ新潟放送網               | 新潟テレビ21                                | 新潟放送                                    | NST新潟総合テレビ                           |                                             |                                             |
| 富山県       | 北日本放送                     | チューリップテレビ                          | 富山テレビ放送                              |                                             |                                             |                                             |
| 石川県       | テレビ金沢                     | 北陸朝日放送                                | 北陸放送                                    | 石川テレビ放送                              |                                             |                                             |
| 福井県       | 福井放送                       | 福井テレビジョン放送                        |                                             |                                             |                                             |                                             |
| 山梨県       | 山梨放送                       | テレビ山梨                                  |                                             |                                             |                                             |                                             |
| 長野県       | テレビ信州                     | 長野朝日放送                                | 信越放送                                    | 長野放送                                    |                                             |                                             |
| 静岡県       | 静岡第一テレビ                 | 静岡朝日テレビ                              | 静岡放送                                    | テレビ静岡                                  |                                             |                                             |
| 岐阜県       | 岐阜放送                       | （中京広域圏内のため県域局は各県1局のみ）   | （中京広域圏内のため県域局は各県1局のみ）   | （中京広域圏内のため県域局は各県1局のみ）   | （中京広域圏内のため県域局は各県1局のみ）   |                                             |
| 愛知県       | テレビ愛知                     | （中京広域圏内のため県域局は各県1局のみ）   | （中京広域圏内のため県域局は各県1局のみ）   | （中京広域圏内のため県域局は各県1局のみ）   | （中京広域圏内のため県域局は各県1局のみ）   |                                             |
| 三重県       | 三重テレビ放送                 | （中京広域圏内のため県域局は各県1局のみ）   | （中京広域圏内のため県域局は各県1局のみ）   | （中京広域圏内のため県域局は各県1局のみ）   | （中京広域圏内のため県域局は各県1局のみ）   |                                             |
| 滋賀県       | びわ湖放送                     | （近畿広域圏内のため県域局は各府県1局のみ） | （近畿広域圏内のため県域局は各府県1局のみ） | （近畿広域圏内のため県域局は各府県1局のみ） | （近畿広域圏内のため県域局は各府県1局のみ） | （近畿広域圏内のため県域局は各府県1局のみ） |
| 京都府       | 京都放送                       | （近畿広域圏内のため県域局は各府県1局のみ） | （近畿広域圏内のため県域局は各府県1局のみ） | （近畿広域圏内のため県域局は各府県1局のみ） | （近畿広域圏内のため県域局は各府県1局のみ） | （近畿広域圏内のため県域局は各府県1局のみ） |
| 大阪府       | テレビ大阪                     | （近畿広域圏内のため県域局は各府県1局のみ） | （近畿広域圏内のため県域局は各府県1局のみ） | （近畿広域圏内のため県域局は各府県1局のみ） | （近畿広域圏内のため県域局は各府県1局のみ） | （近畿広域圏内のため県域局は各府県1局のみ） |
| 兵庫県       | サンテレビジョン               | （近畿広域圏内のため県域局は各府県1局のみ） | （近畿広域圏内のため県域局は各府県1局のみ） | （近畿広域圏内のため県域局は各府県1局のみ） | （近畿広域圏内のため県域局は各府県1局のみ） | （近畿広域圏内のため県域局は各府県1局のみ） |
| 奈良県       | 奈良テレビ放送                 | （近畿広域圏内のため県域局は各府県1局のみ） | （近畿広域圏内のため県域局は各府県1局のみ） | （近畿広域圏内のため県域局は各府県1局のみ） | （近畿広域圏内のため県域局は各府県1局のみ） | （近畿広域圏内のため県域局は各府県1局のみ） |
| 和歌山県     | テレビ和歌山                   | （近畿広域圏内のため県域局は各府県1局のみ） | （近畿広域圏内のため県域局は各府県1局のみ） | （近畿広域圏内のため県域局は各府県1局のみ） | （近畿広域圏内のため県域局は各府県1局のみ） | （近畿広域圏内のため県域局は各府県1局のみ） |
| 鳥取県       | 日本海テレビジョン放送         | 山陰放送                                    | 山陰中央テレビジョン放送                    |                                             |                                             |                                             |
| 島根県       | 日本海テレビジョン放送         | 山陰放送                                    | 山陰中央テレビジョン放送                    |                                             |                                             |                                             |
| 広島県       | 中国放送                       | 広島テレビ放送                              | 広島ホームテレビ                            | テレビ新広島                                |                                             |                                             |
| 山口県       | テレビ山口                     | 山口放送                                    | 山口朝日放送                                |                                             |                                             |                                             |
| 岡山県       | 西日本放送                     | 瀬戸内海放送                                | RSK山陽放送                                 | テレビせとうち                              | 岡山放送                                    |                                             |
| 香川県       | 西日本放送                     | 瀬戸内海放送                                | RSK山陽放送                                 | テレビせとうち                              | 岡山放送                                    |                                             |
| 徳島県       | 四国放送                       | （近畿広域圏の隣接地域扱い）                | （近畿広域圏の隣接地域扱い）                | （近畿広域圏の隣接地域扱い）                | （近畿広域圏の隣接地域扱い）                |                                             |
| 愛媛県       | 南海放送                       | 愛媛朝日テレビ                              | あいテレビ                                  | テレビ愛媛                                  |                                             |                                             |
| 高知県       | 高知放送                       | テレビ高知                                  | 高知さんさんテレビ                          |                                             |                                             |                                             |
| 福岡県       | 九州朝日放送                   | RKB毎日放送                                 | 福岡放送                                    | TVQ九州放送                                 | テレビ西日本                                |                                             |
| 佐賀県       | サガテレビ                     | （福岡県の隣接地域扱い）                    | （福岡県の隣接地域扱い）                    | （福岡県の隣接地域扱い）                    | （福岡県の隣接地域扱い）                    |                                             |
| 長崎県       | 長崎放送                       | 長崎国際テレビ                              | 長崎文化放送                                | テレビ長崎                                  |                                             |                                             |
| 熊本県       | 熊本放送                       | 熊本県民テレビ                              | 熊本朝日放送                                | テレビ熊本                                  |                                             |                                             |
| 大分県       | 大分放送                       | テレビ大分                                  | 大分朝日放送                                |                                             |                                             |                                             |
| 宮崎県       | テレビ宮崎                     | 宮崎放送                                    |                                             |                                             |                                             |                                             |
| 鹿児島県     | 南日本放送                     | 鹿児島讀賣テレビ                            | 鹿児島放送                                  | 鹿児島テレビ放送                            |                                             |                                             |
| 沖縄県       | 琉球放送                       | 琉球朝日放送                                | 沖縄テレビ放送                              |                                             |                                             |                                             |

## 県域放送をする民間基幹放送事業者が存在しない県

### ラジオ放送
- 茨城県
  - AM局のLuckyFM茨城放送が存在し、逆にFM局が関東地方で唯一存在しない。

- 奈良県
  - 県内を放送対象地域としたラジオ局が一切ない。

### テレビジョン放送
- 茨城県
  - 関東地方の各県と異なり、独立局も存在しない。